# Cantonul Mauron
Cantonul Mauron este un canton din arondismentul Vannes, departamentul Morbihan, regiunea Bretania, Franța.

## Comune
- Brignac
- Concoret
- Mauron (reședință)
- Néant-sur-Yvel
- Saint-Brieuc-de-Mauron
- Saint-Léry
- Tréhorenteuc